# Thomas Rowlandson

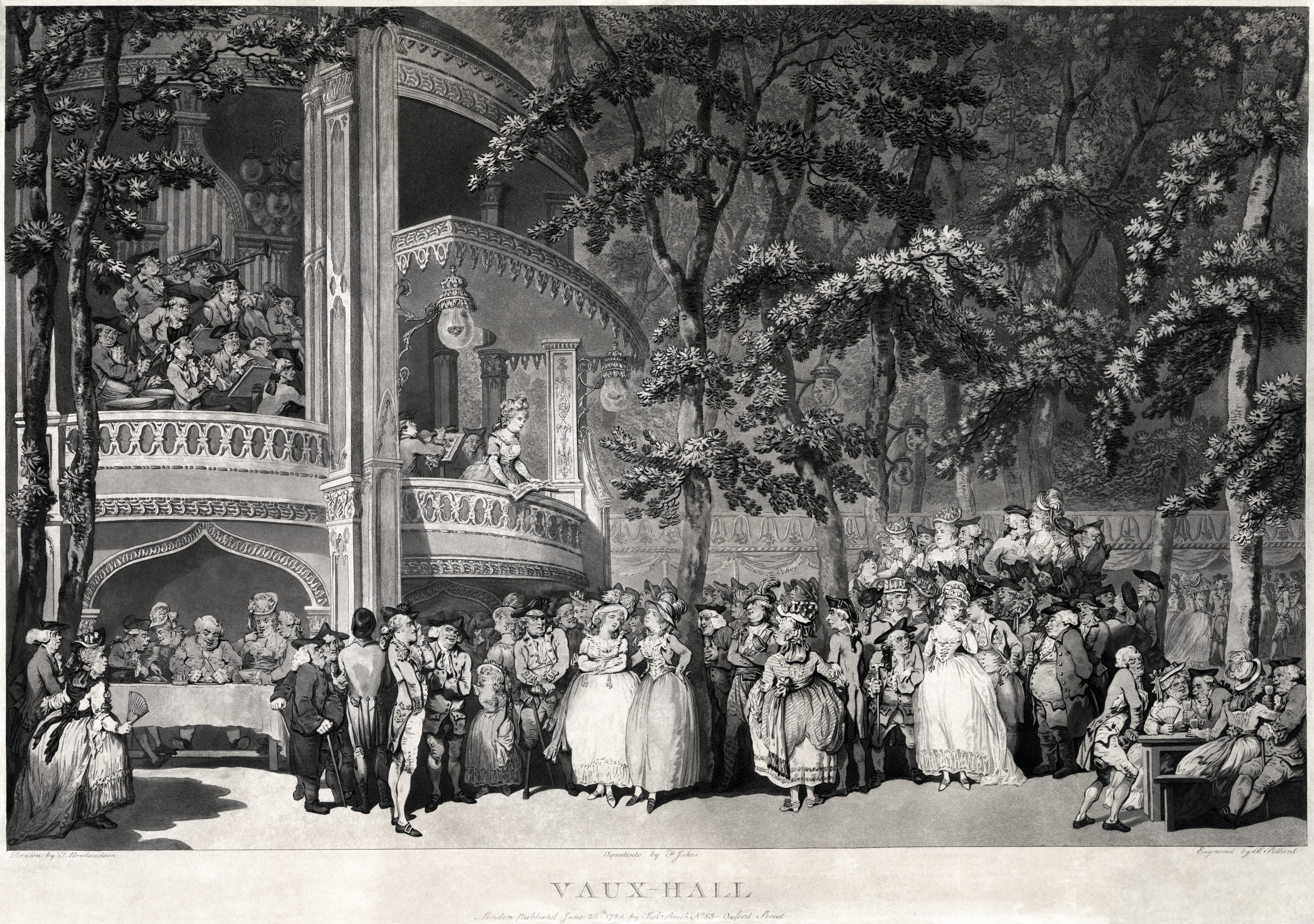
Vaux-Hall (1783)

Thomas Rowlandson (Londen, 13 juli 1756 – aldaar, 21 april 1827) was een Engelse kunstschilder  en karikaturist uit het Georgian tijdperk. Rowlandson was bekend om zijn politieke satire en sociale observatie. Rowlandson, een productieve kunstenaar en prentmaker, produceerde een breed scala aan illustraties voor romans, humoristische boeken en topografische werken. Net als andere hedendaagse pre-Victoriaanse karikaturisten zoals James Gillray, beeldde hij ook personages in schunnige houdingen af en produceerde hij erotica die in de jaren 1840 gecensureerd werd. Zijn karikaturen omvatten die van machthebbers zoals de hertogin van Devonshire, William Pitt en Napoleon Bonaparte.

## Biografie
Rowlandson werd geboren in de City of London en gedoopt op 23 juli 1757 in St Mary Colechurch. In 1759 verhuisde het gezin Rowlandson vanwege financiële omstandigheden naar Richmond in North Yorkshire. Met behulp van ondersteuning van zijn weduwe tante Jane, kon Thomas op latere leeftijd terugkeren naar Londen en zou hij naar school gaan in Soho Square. Een van zijn klasgenoten was Richard Burke, de zoon van politicus Edmund Burke. Reeds als schooljongen tekende Rowlandson 'humoristische' portretten van zijn leraren in de marges van zijn schoolboeken. In 1765 of 1766 ging Rowlandson naar de Soho Academy,  voor een business georiënteerde opleiding. Vanaf 1772 begon zijn formele opleiding tot kunstenaar en werd hij student aan de Royal Academy of Arts. Rowlandson heeft studeerde zes jaar aan de Royal Academy, maar zou een derde van deze tijd onderbreken door te studeren en te werken in Parijs.
Na zijn opleiding vestigde hij zich, in 1777, in eerste instantie in Londen als portretschilder. Echter zijn levensstijl zorgde ervoor dat hij veel zou afreizen naar het Engelse platteland en naar het Europese continent. Rowlandson ontwikkelde zich meer als karikaturist en daarbij schetste hij zowel het landschap, de mensen en hun gewoontes.
In 1789 overleed zijn tante en ontving Rowlandson een voor die tijd aanzienlijke erfenis, echter na verloop van tijd overviel hem toch de armoede, vermoedelijk als gevolg van zijn gokgedrag. Rowlandson wordt ten aanzien van zijn eigen karakter weleens beschreven als een vagebond, een pretmaker en een losbol.
Op basis van de voorbeelden en vriendschappen met onder andere James Gillray en Henry William Bunbury lijkt hij zich te hebben geschikt in het lot om met zijn karikaturen te voorzien in zijn levensonderhoud. Vanaf 1809 begon Rowlandson o.a. te werken voor de uitgever Rudolph Ackermann en zijn Poetical Magazine. 
Rowlandson stierf in zijn verblijven in 1 James Street, Adelphi, Londen, na een langdurige ziekte, op 21 april 1827. Hij werd begraven in St Paul's, Covent Garden op 28 april 1827.

## Galerij
Landschappen

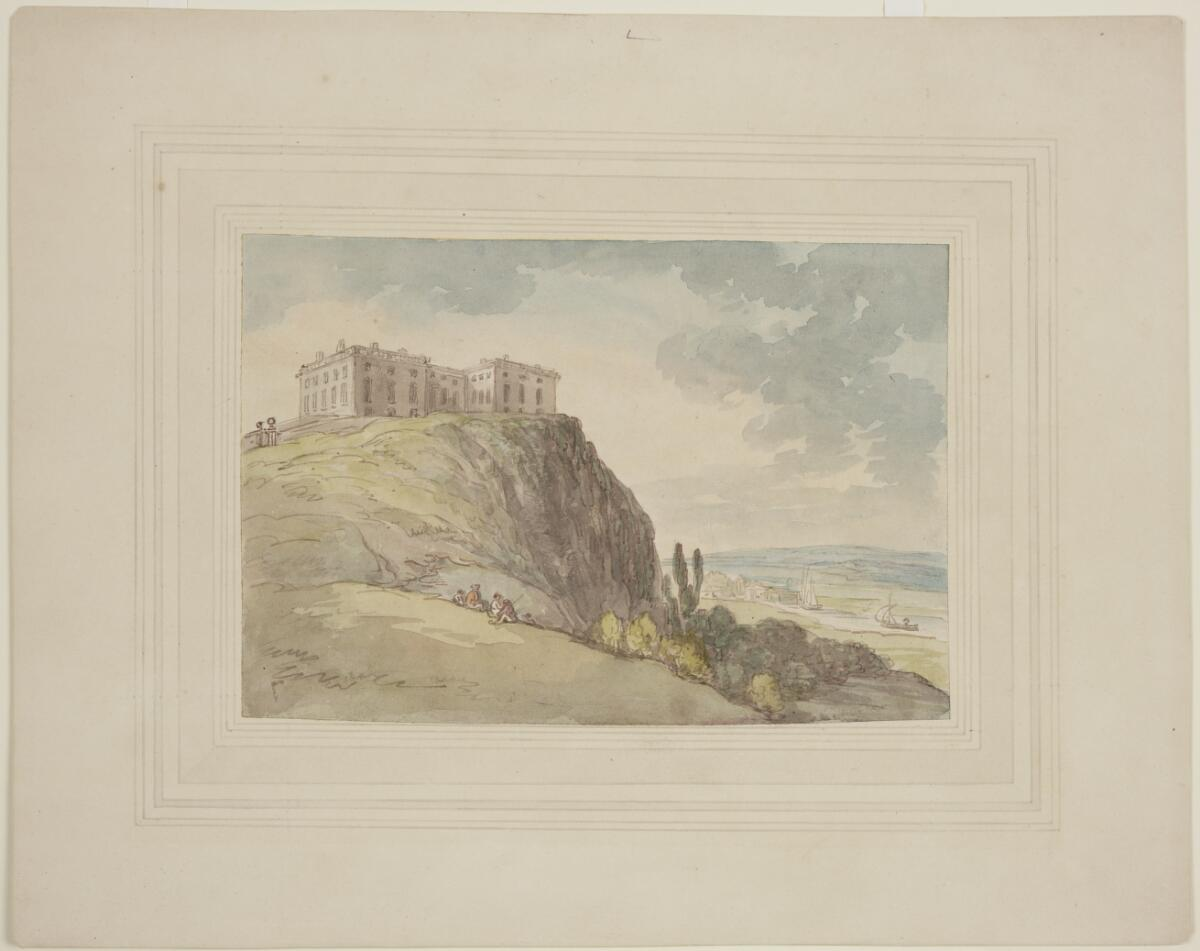
Landscape with mansion set upon a cliff
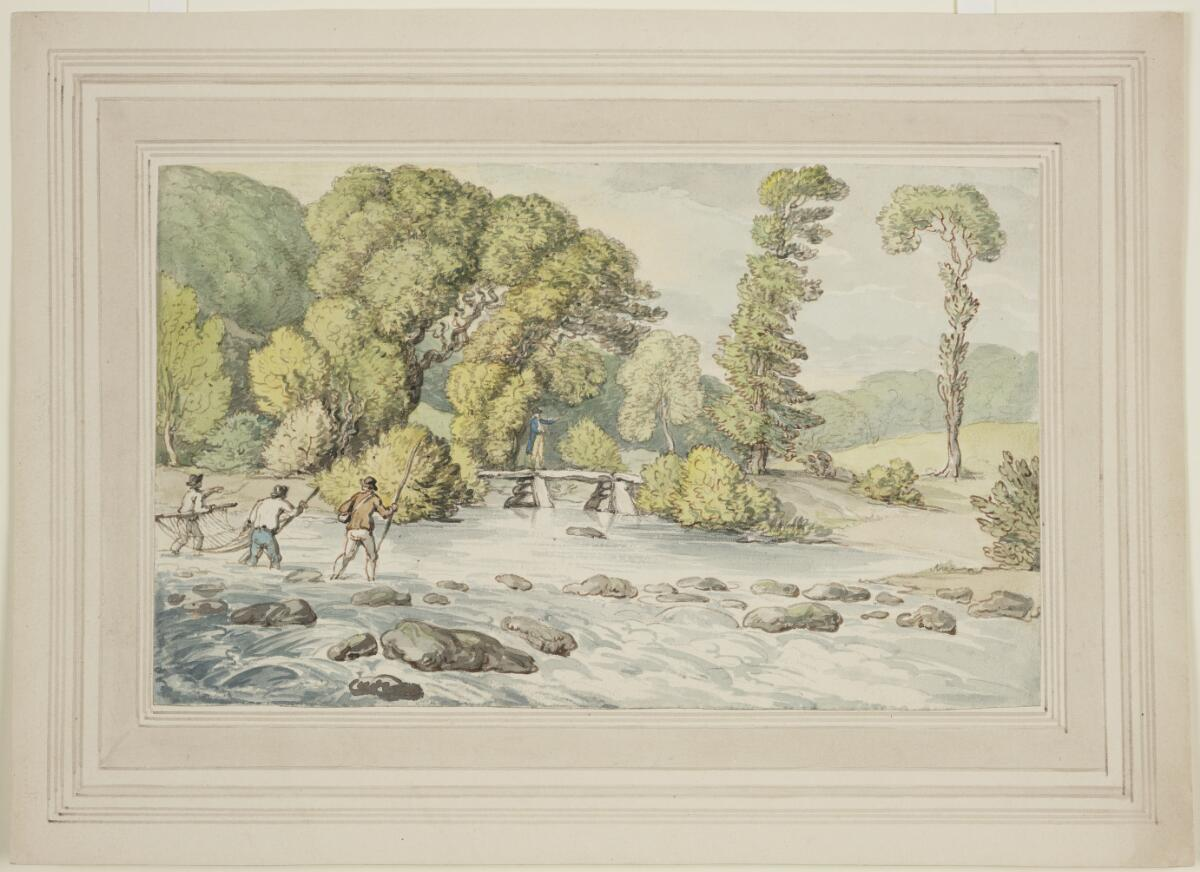
Fishermen by stone bridge
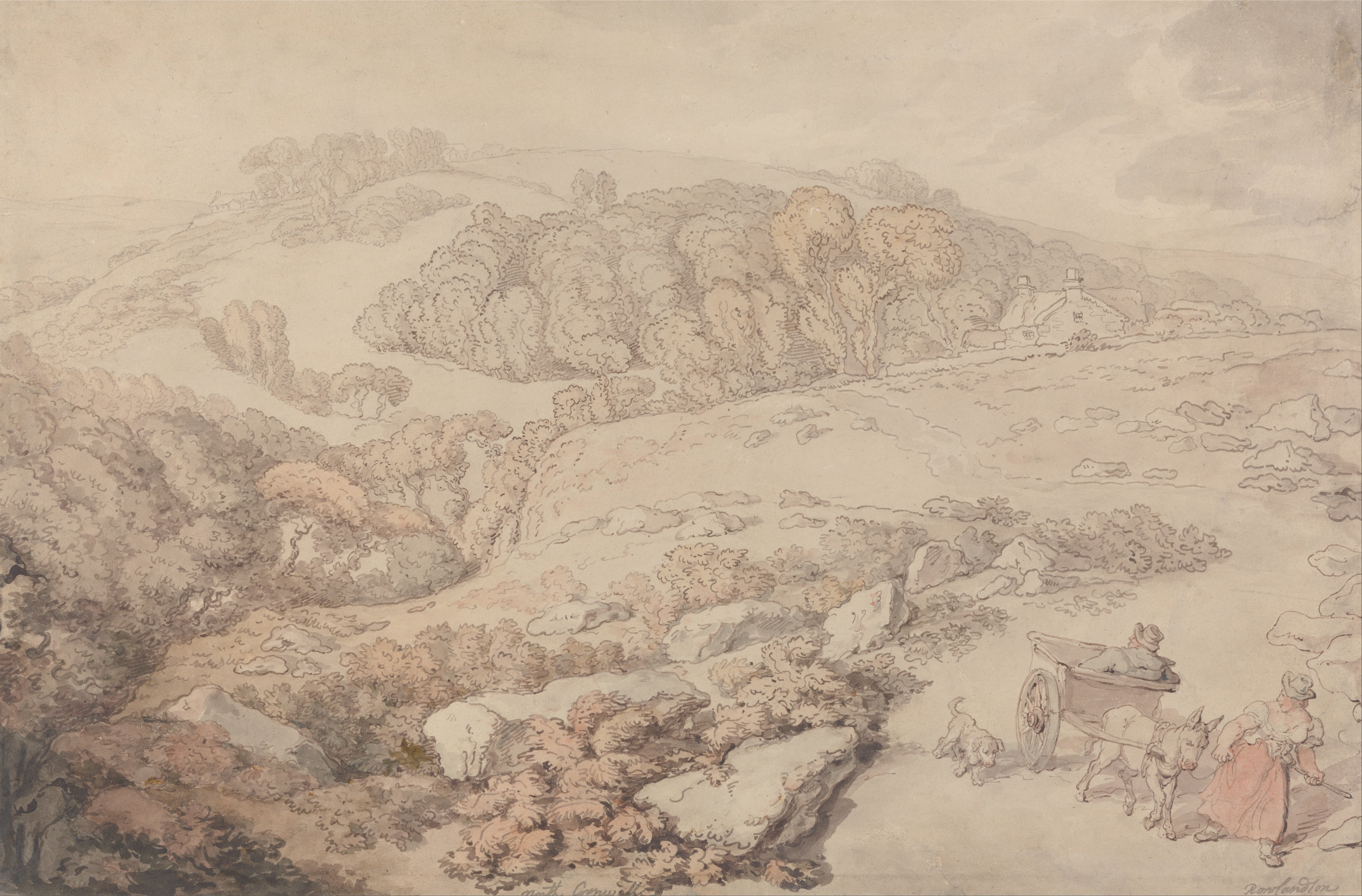
Bodmin Moor (c. 1825)
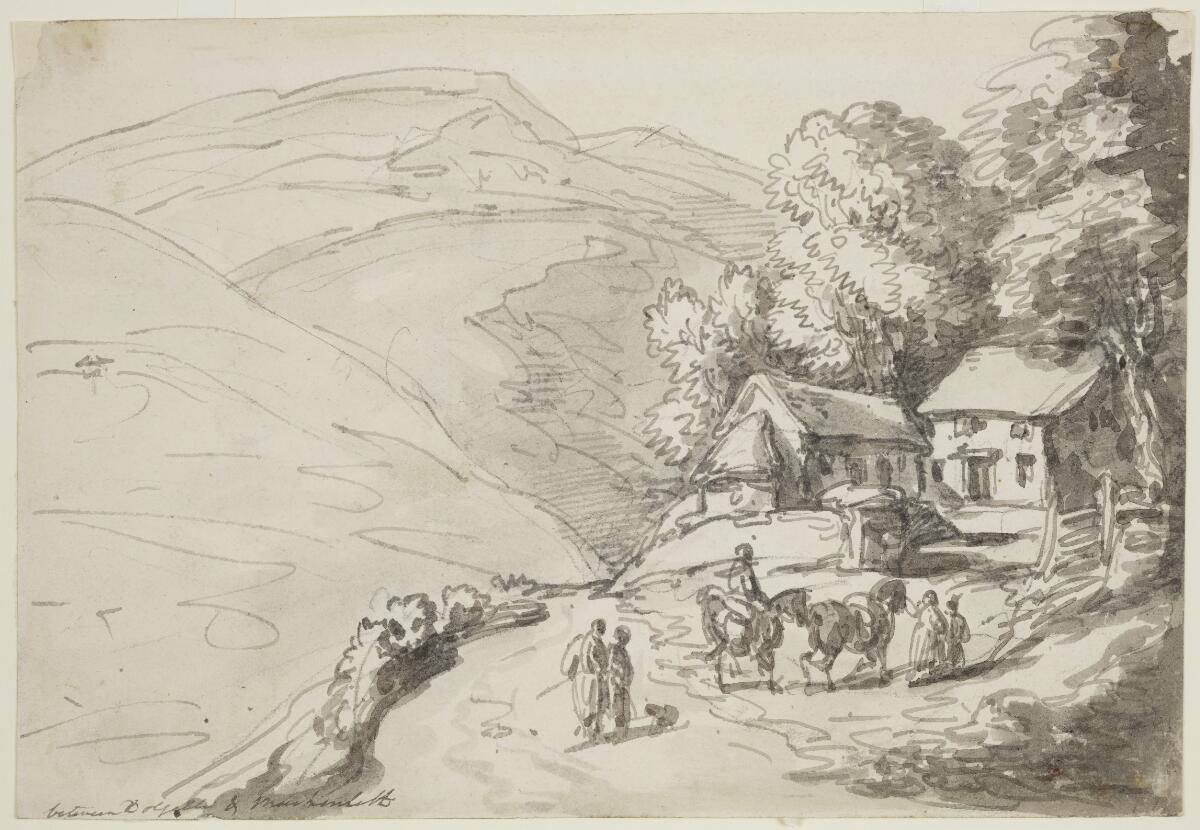
Between Dolgelly and Machynleth (1797)

Spotprenten

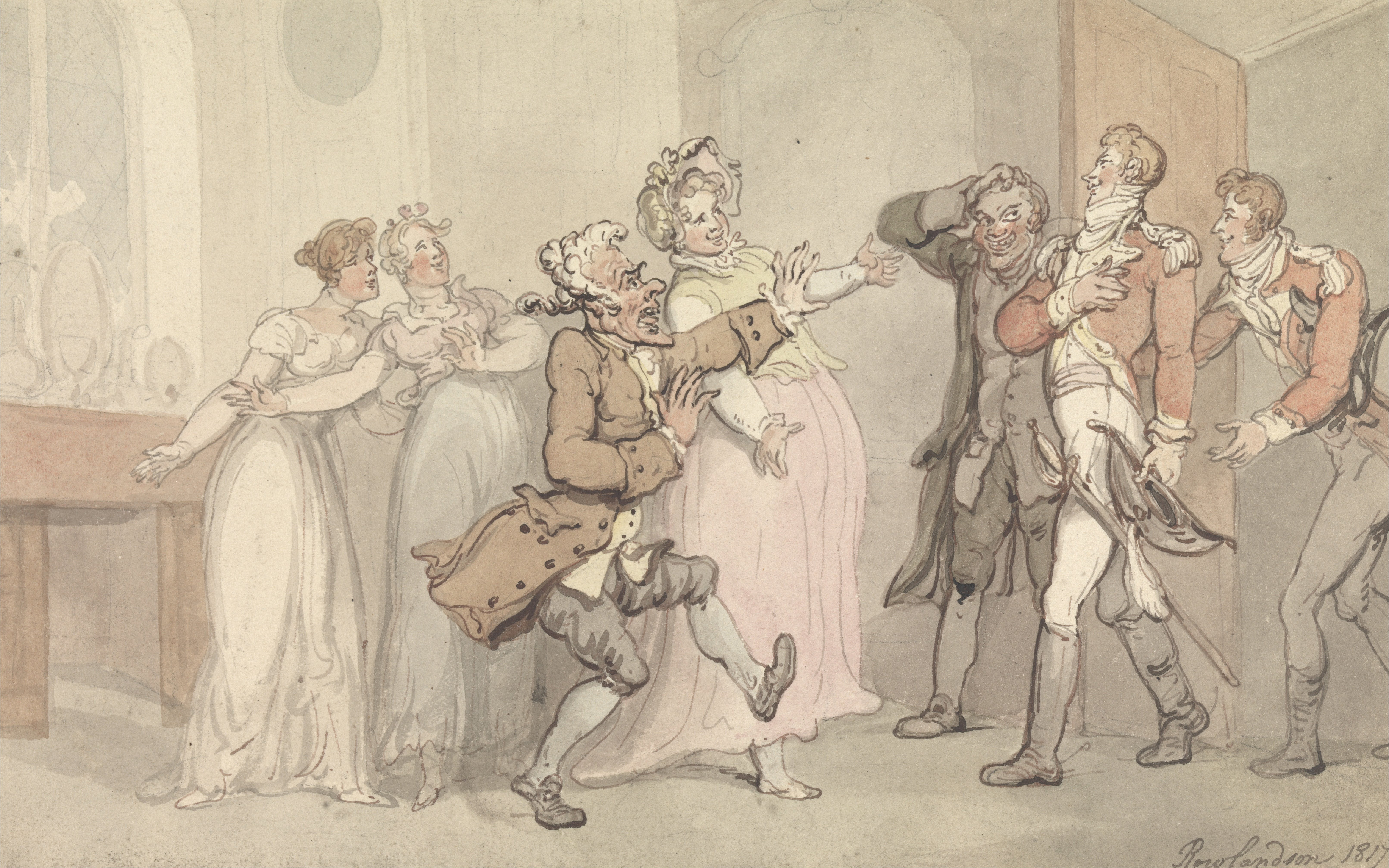
Jealousy, Rage, Disappointment... (1817)
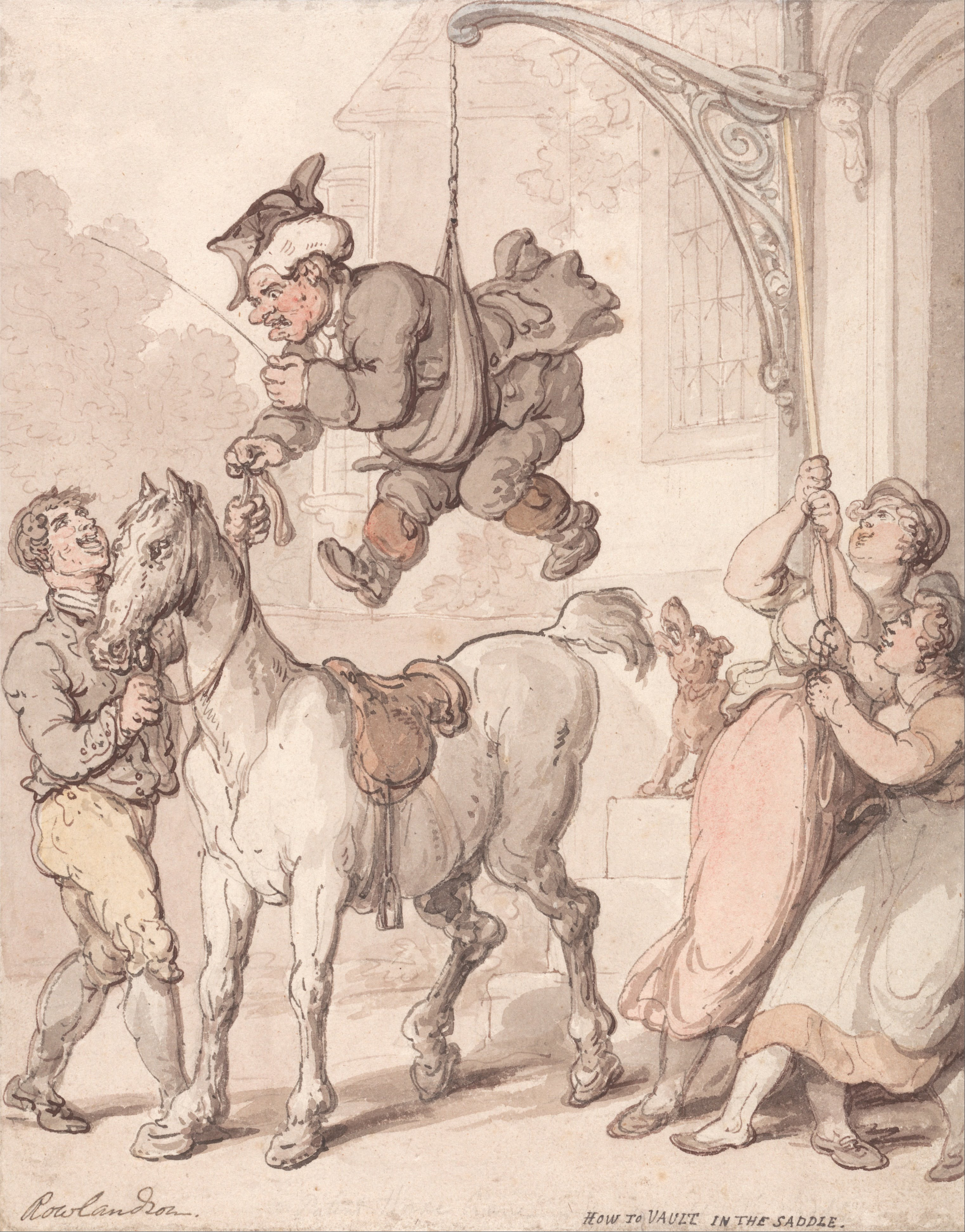
How to Vault in the Saddle (1813)
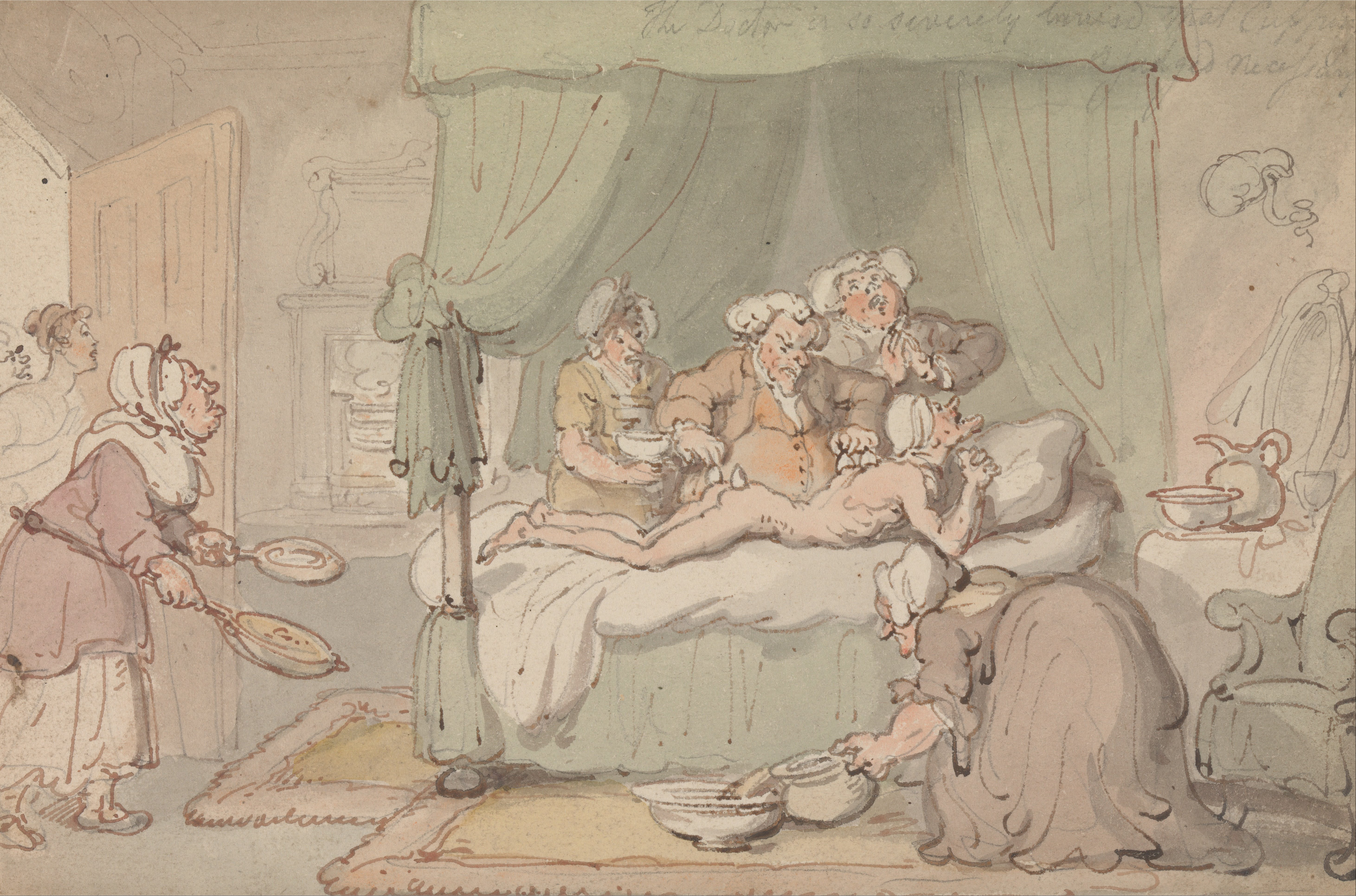
The Doctor is so Severely Bruised that Cupping is Judged Necessary (tussen 1809 en 1811)

Erotische prenten

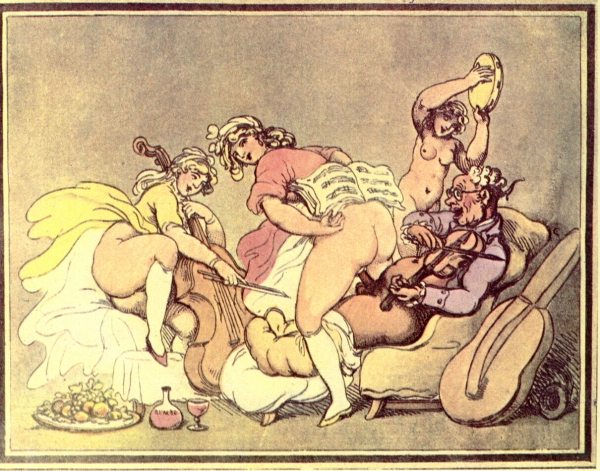
The Concert (na 1812)
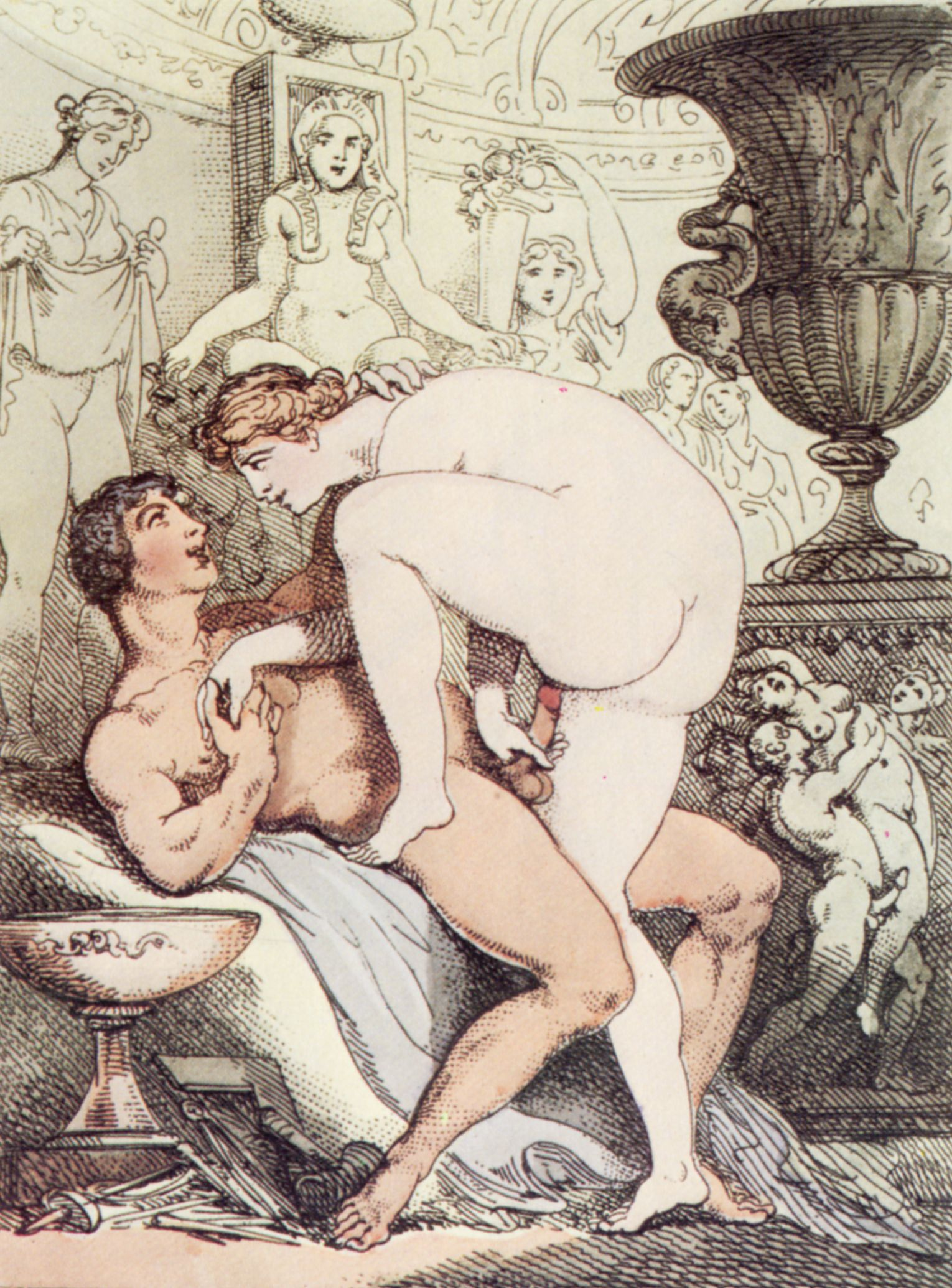
The Modern Pygmalion (na 1812)
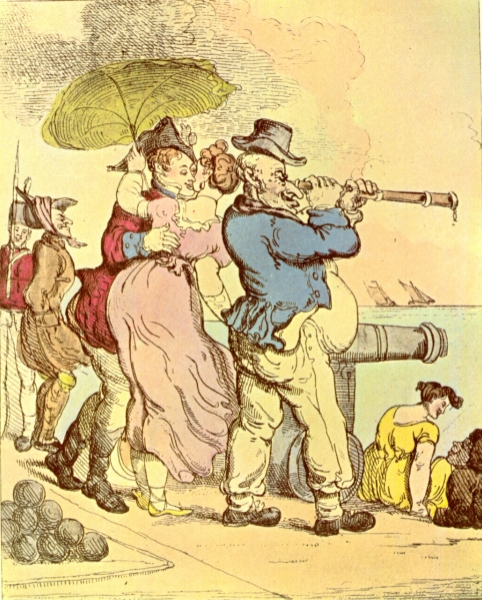
Stolen Kisses
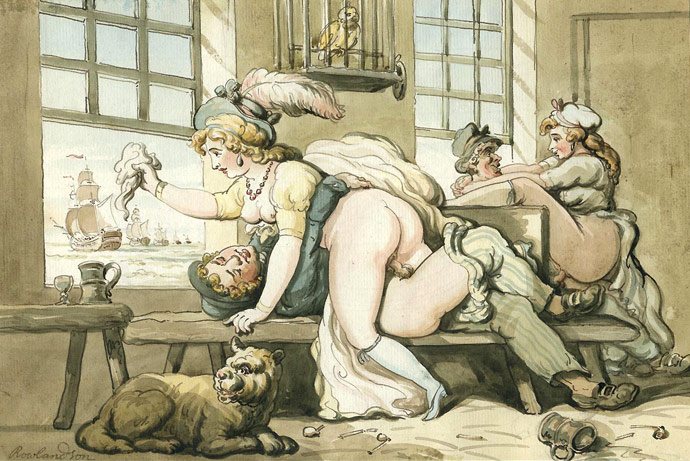
Goodbye